# Nemacheilus pallidus
Nemacheilus pallidus és una espècie de peix de la família dels balitòrids i de l'ordre dels cipriniformes.

## Morfologia
Els mascles poden assolir els 14 cm de longitud total.

## Distribució geogràfica
Es troba a les conques dels rius Mekong, Chao Phraya i Meklong.